# سسک کرتلند
دارسهرهٔ کرتلندی (نام علمی: Dendroica kirtlandii) نام یک گونه از تیره چرخریسکیان است.